# 奥蒂斯·索普
奧蒂斯·亨利·索普（英語：Otis Henry Thorpe，1962年8月5日—）是美國退休的職業籃球運動員，曾為NBA的幾支球隊效力。他曾在1992年獲得NBA全明星，並在1994年憑藉休士頓火箭贏得了NBA總冠軍。